# Драч Микола Васильович
Микола Васильович Драч (* 30 серпня 1957, Донецьк) — український підприємець і футбольний функціонер. Генеральний директор корпорації «Случ». Президент футбольного клубу «Титан» (Донецьк). Депутат Куйбишевської районної ради у місті Донецьку.
Закінчив Донецький інститут фізичної культури та спорту та Донецький національний університет.
У 2002 році заснував спортивний клуб «Титан» (Донецьк) і відтоді є його незмінним президентом. У 2006 команда посіла 3-тє місце серед клубів вищої ліги чемпіонату Донецької області. У 2007 році на основі спортивного клубу «Титан» створено професіональний футбольний клуб «Титан», що отримав професіональний статус і можливість грати в чемпіонаті України серед команд 2-ї ліги.
У сезоні 2007/08 клуб фінішував 12-м серед команд групи «Б» другої ліги, у сезоні 2008/09 — 9-м. Через фінансову кризу знявся з другої ліги чемпіонату України й продовжує виступи в чемпіонаті Донеччини з футболу.
Депутат Куйбишевської районної ради у місті Донецьку від Партії регіонів, член постійної комісії з питань молоді, освіти, культури та спорту. Член Партії регіонів.